# ブー・カスペルス・オルケステル
ブー・カスペルス・オルケステル（Bo Kaspers Orkester）は、スウェーデンのバンド。
ジャズとロック、ポップを融合したサウンドで、スウェーデンと周辺諸国に於いて高い人気を得ている。

## ディスコグラフィー

### スタジオ・アルバム
- ソンダー・イ・センゲン~ベッドで過ごす日曜日 Söndag i sängen (1993)
- På hotell (1995) - アルバムジャケットの写真は新宿を背景にして、メンバーを合成した物。
- アメリカ Amerika (1996)
- セントラル I centrum (1998) - スウェーデングラミー賞最優秀アーティスト賞を受賞。
- Kaos(2001)
- Vilka tror vi att vi är(2003)
- Sto-Gbg, live-DVD(2004)
- Hund(2006)
- 8 (2008)
- New Orleans(2010)
- Du borde tycka om mig(2012)

### コンピレーション・アルバム
- グレイテストヒッツ Hittills(1999)
- Samling(2009)

### オムニバス
- Sweden MAX(1996) -Mindre smakar mer(På hotell)を収録。
- 夏MAX(2001)
- Beginner's Guide to Scandinavia(2011)